# Seth Pinsker
Seth Howard Pinsker (* 1955 oder 1956) ist ein US-amerikanischer Filmregisseur, Filmproduzent und Drehbuchautor.

## Leben
Pinsker kam als Sohn einer Werbeagenturleiterin zur Welt; sein Vater war im Textilgewerbe tätig. Er besuchte die Stuyvesant High School und die Collegiate School und drehte bereits als Kind erste Filme in Super-8. In seinem ersten Film See No Evil porträtierte er die Beziehung seiner Großmutter zu ihrem Partner.
Pinsker studierte zunächst an der Brown University Theaterwissenschaften und anschließend an der University of Southern California Film- und Fernsehproduktion sowie am Center For Advanced Film Studies des American Film Institute Filmregie. Im Rahmen des Conservatory Program des AFI entstand Pinskers Kurzfilm Strange Fruit, der 1978 erschien. Im Folgejahr wurde das Filmdrama für einen Oscar in der Kategorie Bester Kurzfilm nominiert. In der Folgezeit war Pinsker vor allem als Fernsehregisseur tätig. Sein bisher einziger Kinofilm als Regisseur wurde 1993 der Horrorfilm The Hidden II – The Spawning. Der Film setzt den 1987 veröffentlichten The Hidden – Das unsagbar Böse fort, konnte aber weder künstlerisch noch finanziell an diesen anschließen.
Im Jahr 1995 wurde Pinsker Mitgründer der Filmproduktionsgesellschaft Millennium Communications, die sich unter anderem auf Werbefilme spezialisierte. Im Jahr 2003 gründete er die M Creative Group, ebenfalls aktiv im Werbebereich.

## Filmografie
- 1975: See No Evil
- 1978: Strange Fruit
- 1980: Overture – Linh from Vietnam
- 1980: Eight Is Enough (TV-Serie, eine Folge)
- 1980–1981: CBS Library (TV-Serie, drei Folgen)
- 1993: The Hidden II – The Spawning
- 2004: America’s Top Dog (TV)